# Піски (Борисовський район)
Піски (біл. вёска Пескі) — село в складі Борисовського району Мінської області, Білорусь. Село підпорядковане Гливинській сільській раді, розташоване в північно-східній частині області.